# Aristolochia contorta
Aristolochia contorta Bunge – gatunek rośliny z rodziny kokornakowatych (Aristolochiaceae Juss.). Występuje naturalnie w Japonii, na Półwyspie Koreańskim, Syberii oraz w środkowych i północnych Chinach (w prowincjach Fujian, Gansu, Hebei, Heilongjiang, Henan, Jilin, Liaoning, Shaanxi, Shanxi oraz Szantung).

## Morfologia
PokrójBylina pnąca i płożąca o nagich pędach.
LiścieMają deltoidalny lub deltoidalnie sercowaty kształt. Mają 3–13 cm długości oraz 3–10 cm szerokości. Nasada liścia ma sercowaty kształt. Z tępym lub ostrym wierzchołkiem. Ogonek liściowy jest nagi i ma długość 2–7 cm.
KwiatyZebrane są po 2–8 w gronach. Mają żółtozielonkawą barwę. Dorastają do 14 mm długości i 3 mm szerokości. Łagiewki jest kulista u podstawy. Podsadki mają owalny kształt.
OwoceTorebki o prawie jajowatym lub elipsoidalnie jajowatym kształcie. Mają 3–6,5 cm długości i 2,5–4 cm szerokości.

## Biologia i ekologia
Rośnie w zaroślach. Występuje na wysokości od 500 do 1200 m n.p.m. Kwitnie od maja do lipca, natomiast owoce pojawiają się od sierpnia do października.